# Guy Bardone
 (février 2020).
Si vous disposez d'ouvrages ou d'articles de référence ou si vous connaissez des sites web de qualité traitant du thème abordé ici, merci de compléter l'article en donnant les références utiles à sa vérifiabilité et en les liant à la section « Notes et références ».
Guy Bardone, né le 19 septembre 1927 à Saint-Claude (Jura) et mort le 27 juillet 2015 à Oyonnax, est un artiste peintre, aquarelliste, lithographe et illustrateur français.

## Biographie
Guy Bardone est né le 19 septembre 1927 à Saint-Claude (Jura). 
Après des études à l'école des Beaux-Arts de Lyon, il entre en 1945 à l'Ecole supérieure des Arts décoratifs où il reçoit les enseignements de Brianchon, Cavaillès et Desnoyers. En 1950, il rencontre le critique George Besson qui l'encourage et le conseille. Ce dernier lui consacrera une biographie en 1970…
En 1952, il obtient le prix Félix Fénéon et commence à exposer dans divers salons et expositions de groupe, notamment en 1947, au 7e salon des moins de 30 ans, au côté de Bernard Buffet, de Geneviève Asse ou encore de Kupka. Il est sélectionné en 1953 à l'importante exposition de groupe Célébrités et révélations de la peinture contemporaine, au Musée Galliera à Paris. Il participe pour la première fois en 1954 à l'exposition Ecole de Paris à la Galerie Charpentier. En 1957, il reçoit le Prix de la Fondation Greenshields, alors que Vlaminck, Dunoyer de Segonzac et Villon font partie du Jury.
À compter de 1957, il expose à Peinture Contemporaine (Moscou), à la Marlborough Gallery (Londres), à la Findlay Gallery (New York), chez Morgan Knott, (San Francisco),  à la Wildenstein Gallery (Londres)… En 1969, il entre à la Galerie Taménaga (Paris/Tokyo). 
De nombreuses rétrospectives lui sont consacrées (Château de Chenonceau, Musée d’Albi…).
Les dessins, aquarelles et huiles de Guy Bardone rayonnent de couleur, comme empreints des nombreux voyages de l'artiste. La sensualité émanant de son œuvre s'exprime dans la touche, l'épaisseur des couleurs, travaillée au couteau et à la brosse. C’est un art joyeux, chaleureux, optimiste, généreux. Résolument figuratif, il rappelle par sa sincérité, son amour pour la nature et le bonheur qu’il diffuse, l’art de Pierre Bonnard à qui Bardone vouait une admiration inconditionnelle.
Dans son catalogue raisonné, paru en 2000, plus de sept-cents œuvres se trouvent répertoriées, parmi lesquelles des lithographies. Bardone a également réalisé plusieurs tapisseries. Il a par ailleurs illustré des ouvrages de bibliophilie, signés Marcel Aymé, Colette, Kessel, Montherlant...
Ses œuvres sont conservées dans d’importantes collections privées (Europe, Etats-Unis, Japon...) et de nombreux musées : Musée National d’Art Moderne (Centre Pompidou, Paris), Musée des Beaux-Arts de la Ville de Paris, Musée des Beaux-Arts de Nantes, Moderna Museet (Suède), Artothèque à Besançon…[réf. nécessaire]
Il est toujours présenté dans la Galerie Tanaka à Paris et la Galerie Artioli Findlay à Long Island (USA). 
En 2008 a été inauguré le musée de la Fondation Guy Bardone-René Genis (Musée de l’Abbaye, Saint Claude) qui réunit l’importante collection réunie par Guy Bardone et son ami René Genis (nombreuses œuvres de Pierre Bonnard, Marc Chagall, Pablo Picasso, Georges Braque, André Beaudin, Lesieur, Paul Rebeyrolle, Marcel Gromaire, Bernard Buffet, Jean-Claude Bertrand, Paul Collomb…). Des œuvres des deux donateurs sont également exposées dans ce musée.  
Guy Bardone meurt le 27 juillet 2015 à Oyonnax.

## Expositions

### Individuelles
- 1947 : salon des Moins de Trente Ans, Paris[3].
- 1955 et 1975 : Marcel Guiot, Paris[3].
- 1960 et 1964, Findlay New York[3].
- 2000, La Bouquinerie de l'Institut, Paris[3].

### Collective
- 1957 : Marlborough, Londres[3].